# Mahmud Bedalovics Umarov
Mahmud Bedalovics Umarov, oroszul: Махмуд Бедалович Умаров, kazakul: Махмұд Бедалұлы Омаров (Alma-Ata, 1924. szeptember 10. – 1961. december 25.) világbajnok és olimpiai ezüstérmes szovjet-kazak sportlövő.

## Pályafutása
A VS Leningrád versenyzője volt. Az 1956-os melbourne-i és az 1960-as római olimpián is ezüstérmet szerzett sportpisztoly versenyszámban. Két világbajnokságon három arany- és egy ezüstérmet nyert.

## Sikerei, díjai
- Olimpiai játékok – sportpisztoly
  - ezüstérmes (2): 1956, Melbourne, 1960, Róma
- Világbajnokság
  - aranyérmes (3): 1954 (középtűzelő pisztoly), 1958 (sportpisztoly egyéni és csapat)
  - ezüstérmes: 1958 (középtűzelő pisztoly)